# Greta
Greta je žensko osebno ime.

## Izvor imena
Ime Greta je različica ženskega imena Marjeta.

## Pogostost imena
Po podatkih Statističnega urada Republike Slovenije je bilo na dan 31. decembra 2007 v Sloveniji število ženskih oseb z imenom Greta: 370.

## Znane osebe
- Greta Garbo, švedska filmska igralka